# Matthias Kannengiesser
Matthias Kannengiesser (* 1974 in Philadelphia, USA) ist ein deutscher Autor und Fachjournalist von EDV-Fachbüchern.

## Leben und Wirken
Matthias Kannengiesser wuchs in Philadelphia und Berlin auf. Er studierte zunächst Informatik an der Technischen Universität Berlin sowie später Arts & Multimedia an der Middlesex University in London.
Als Autor hat er mehrere Bücher publiziert. Zudem ist er als Fachjournalist für Zeitschriften, beispielsweise „Internet Intern“, „Internet World“, „MX-Magazin“, „Visual-X“, „T3N Magazin“, sowie als Dozent tätig.
Er arbeitet zusammen mit seiner Schwester Selma-Caroline Kannengiesser in Berlin und Philadelphia/USA.

## Buchveröffentlichungen
- 2002: ActionScript – Das Praxisbuch
- 2003: ActionScript – Die Profireferenz
- 2003: MySQL – Das Praxisbuch
- 2003: MySQL 4 – HotStuff
- 2003: MySQL 4. espresso
- 2004: PHP 5 – Das Praxisbuch
- 2004: PHP 5. Praxisbuch und Referenz
- 2004: Webseiten mit PHP 5 und MySQL 4
- 2004: PHP 5 / MySQL 4. Studienausgabe. Praxisbuch und Referenz
- 2004: Durchstarten mit Flash MX 2004
- 2005: Flash MX Professional 2004. Das Praxisbuch
- 2005: Dreamweaver MX 2004 & PHP 5 Studienausgabe
- 2005: ActionScript – Das Praxisbuch. Studienausgabe.
- 2006: Durchstarten mit Flash 8 mit CD-ROM
- 2006: Flash 8. espresso
- 2006: Flash 8. Powerworkshops
- 2006: Flash Professional 8 – Studienausgabe
- 2007: Webseiten mit PHP und MySQL 5
- 2007: PHP 5 / MySQL – Studienausgabe (Praxisbuch und Referenz)
- 2007: Die Web-Bibliothek – Professional Series
- 2007: PHP 5 / MySQL – Studienausgabe (Master Edition)
- 2007: Objektorientierte Programmierung mit PHP 5 – Studienausgabe
- 2007: Flash CS3 Powerworkshops
- 2009: Objektorientierte Programmierung mit PHP 5 – Studienausgabe

## Software
- 2007: Webdesignpaket für Flash 8